# Kenji Ishikawa
Kenji Ishikawa (ur. 28 lipca 1971) – japoński snowboardzista. Nie startował na igrzyskach olimpijskich. Jego najlepszym wynikiem na mistrzostwach świata w snowboardzie było 17. miejsce w Big Air na mistrzostwach w Kreischbergu. Najlepsze wyniki w Pucharze Świata w snowboardzie osiągnął w sezonie 1994/1995, kiedy to zajął 22. miejsce w klasyfikacji halfpipe’a.

## Sukcesy

### Mistrzostwa Świata
| Miejsce | Dzień       | Rok  | Miejscowość | Konkurencja | Zwycięzca     |
| ------- | ----------- | ---- | ----------- | ----------- | ------------- |
| 17.     | 18 stycznia | 2003 | Kreischberg | Big Air     | Risto Mattila |

### Puchar Świata

#### Miejsca w klasyfikacji generalnej
- 1994/1995 - -
- 1996/1997 - 116.
- 1997/1998 - 127.

#### Miejsca na podium
1. Sapporo – 2 marca 2002 (Big Air) - 3. miejsce